# Seznam rybníků v Plzeňském kraji
Seznam největších rybníků Plzeňského kraje podle rozlohy:
| Pořadí | Název                      | Rozloha [ha] | Vodoteč            | Poloha                                          | Okres       |
| ------ | -------------------------- | ------------ | ------------------ | ----------------------------------------------- | ----------- |
| 1.     | Kovčínský                  | 104,0        | Kovčínský potok    | mezi Kovčínem, Kvášňovicemi, Olšany a Milčicemi | Klatovy     |
| 2.     | Hořejší Padrťský           | 80,4         | Klabava            | východně od Trokavce                            | Rokycany    |
| 3.     | Hnačovský                  | 68,4         | Úslava (Bradlava)  | jižně od Hnačova                                | Klatovy     |
| 4.     | Myslívský                  | 58,1         | Myslívský potok    | jihovýchodně od Myslíva                         | Klatovy     |
| 5.     | Žinkovský                  | 55           | Úslava (Bradlava)  | jihovýchodně od Žinkov                          | Plzeň-jih   |
| 6.     | Velký Bolevecký            | 53,3         | Bolevecký potok    | severní okraj Plzně                             | Plzeň-město |
| 7.     | Regent                     | 52           | Senný potok        | severně od Chodové Plané                        | Tachov      |
| 8.     | Štěpánský                  | 48           | Holoubkovský potok | východně od Mýta                                | Rokycany    |
| 9.     | Modrý                      | 43,5         | Suchá              | jižně od Hlinné                                 | Tachov      |
| 10.    | Merklínský                 | 40           | Merklínka          | jihovýchodní okraj Merklína                     | Plzeň-jih   |
| 11.    | Mezholezský                | 39           | Mezholezský potok  | severozápadně od Mezholez                       | Domažlice   |
| 12.    | Cekovský                   | 33,4         | Cekovský potok     | západně od Cekova                               | Rokycany    |
| 13.    | Dolejší Kařezský           | 32,2         | Zbirožský potok    | jihozápadně od Kařezu                           | Rokycany    |
| 14.    | Velký Nový                 | 31,2         | Nalžovský potok    | severně od Nalžovských Hor                      | Klatovy     |
| 15.    | Dlouhý (Bonětický)         | 30           | Úhlavka            | západně od Bonětic                              | Tachov      |
| 16.    | Velký rybník (Velká Pinka) | 30           | –                  | jihovýchodně od Mantova                         | Plzeň-jih   |
| 17.    | Panský Nezamyslický        | 29           | Damětický potok    | západně od Nezamyslic                           | Klatovy     |
| 18.    | Nový                       | 27           | Suchá              | jižně od Tisové                                 | Tachov      |
| 19.    | Velký Břežanský            | 26           | Mlýnský potok      | jižně od Břežan                                 | Klatovy     |
| 20.    | Liščí                      | 26           | Lukavický potok    | západně od Čečkovic                             | Tachov      |
| 21.    | Jivjanský                  | 25           | Dudákovský potok   | východně od Jivjan                              | Domažlice   |